# J/Psi
J/Psi (J/ψ) este un mezon de masă 3,0969 GeV și viață medie 7.2×10−21 s, descoperit în mod independent și simultan în 1974 de grupurile Burton Richter și Samuel Ting. Masa surprinzător de joasă și viața medie neasteptat de lungă au putut fi explicate numai postulând existența unui al patrulea quark, denumit charm (c), J/Psi fiind interpretat ca stare legată quark-antiquark {\displaystyle \left(c{\bar {c}}\right)}. Descoperirea sa a marcat deschiderea unei epoci noi (numită „revoluția din noiembrie”) în fizica particulelor elementare.